# Меммель, Челси
Че́лси Ме́ммель (англ. Chellsie Marie Memmel; род. 23 июня 1988 года, Уэст-Аллис, Висконсин, США) — американская гимнастка (спортивная гимнастика), неоднократная победительница чемпионатов мира, в том числе в 2005 году в абсолютном первенстве (третья американская абсолютная чемпионка мира в истории, после Ким Змескал и Шэннон Миллер). Серебряная медалистка Олимпийских игр 2008 года (в составе женской команды США по спортивной гимнастике).

## Личная жизнь
С 31 августа 2013 года Челси замужем за инженером-механиком Кори Майером. У супругов есть двое детей — сын Дашел Дин Майер (род. 5 февраля 2015) и дочь Одриэлл Рут Майер (род. 19 ноября 2017).

## Ссылка
- Официальная страница Челси Меммель в социальной сети Facebook
- Челси Меммель в X
- Сайт федерации гимнастики США
  - Профиль
- Chellsie Memmel на сайте M&M Gymnastics
- Челси Меммель на сайте Олимпийского комитета США
- Челси Меммель — олимпийская статистика на сайте Sports-Reference.com (англ.)